# 김원효 (1536년)
김원효(金元孝,1536.4.2~1612.9.15)은 조선중기의 문신으로 자는 희주(希周)이고 구휘(舊諱)는 달효(達孝)이며, 본관은 안동(安東). 조부(祖父)는 평양부서윤(平壤府庶尹)을 지내고 이조판서(吏曹判書)에 증직(贈職)된 김번(金璠)이고, 아버지는 신천군수(信川郡守)을 역임하고 증의정부좌찬성(贈議政府左贊成) 김생해(金生海)이며 어머니 정경부인(貞敬夫人) 완산이씨(完山李氏=전주이씨)는 성종대왕(成宗大王)의 아들인 경명군(景明君) 이침(李忱)의 딸이다. 삼가현감 김대효의 동생이며, 돈녕부도정 동지돈녕부사 사미옹 김극효의 형이다.

## 생애
1573년(선조6년) 사마시(司馬試)에 급제하여 돈녕부 참봉(敦寧府 參奉)에 제수 되었고, 그후 사축서 별제(司畜署 別提), 선공감 참봉(繕工監 參奉)이 되었다. 내간상(內艱喪)을 당하여 상기(喪期)를 마친 뒤에 익위사 시직(翊衛司 侍直)에 임명(任命)되었으며 그후 사복시 주부(司僕寺 主簿)를 거처 낭천현감(狼川縣監)을 제수받았으나 곧 체직(遞職=체임)되어 부임(赴任)하지 않았다.
사직서령(社稷署令)과 평시서령(坪市署令)을 역임하였고, 당시에는 임진왜란을 격은 직후로 군기시의 중요성이 부각되던 시기였는데, 김원효는 여러관직을 거쳤지만 특히 군기시의 업무에 능력을 인정받아 군기시(軍器寺)에서 오랫동안 근무하였다. 군기시 첨정(軍器寺僉正)을 거쳐 군기시부정(軍器寺副正)으로 승진한후 병조판서 겸 군기시 제조(提調) 백사(白沙) 이항복(李恒福)의 천거(薦擧)로 군기시의 실무 최고 관원인 정3품 당하관 군기시정(軍器寺正)으로 승진 하였다.
1589년(선조22년) 정여립(鄭汝立)의 모반사건을 평정하는데 공을 세워 평난원종공신(平難原從功臣) 종훈일등(從勳一等)으로 녹훈(錄勳)되었으며, 그는 윗사람을 섬겼으나 비굴하지 않았고 아랫사람을 대할때는 엄하였으나 베품이 있었다. 또한 그는 동생 김극효와 함께 나이가 70이 넘어서도 우애가 극진하였고 재물에 욕심이 없이 청빈한 삶을 살았다.
1612년(광해군4년) 77세로 사망한후 아들과 손자들의 현달로 증이조판서(贈吏曹判書)에 추증(追贈)되었는데 조카 청음(淸陰) 김상헌(金尙憲)이 지은 묘갈명에 의하면 선대의 가업을 잘 계승하고 후손들이 본받을 만한 인물이다 라고 하였다. 묘소는 석실마을에서 율석리쪽으로 가는길 우측 남양주 와부읍 율석리 싸리메기 아들 휴암 김상준묘소 아래쪽에 있다. 신안동김씨(장동김씨) 서윤공파의 대표적인 선조중 한분이다.

## 가족관계
- (5대조) 봉화현감 비안현감 김삼근(金三近)
- (고조부) 한성부판관 김계권(金係權) - 이조판서 예문관대제학 제평공 권맹손의 사위
- (종고조부) 사간원대사간 성균관대사성 도승지 증이조판서 보백당 정헌공 김계행(金係行)
  - (증조부) 사헌부장령 영천군수 김영수(金永銖)
  - (종증조부) 세조~연산군까지 국사(國師)  등곡,황악산인 학조(學祖) 속명은 김영형(金永衡) 
  - (종증조부) 사헌부감찰 합천군수  김영전(金永銓)
  - (종증조부) 진사 봉사  김영균(金永鈞) 
  - (종증조부) 합천군수 수원부사  김영추(金永錘) 
    - (조부) 시강원문학 평양서윤 증이조판서 김번(金璠)
    - (종조부)동부승지 강원관찰사 삼당 김영(金瑛)
    - (종조부) 찰방 형조좌랑 수군절도사 김순(金珣) 
      - (부) 신천군수 증의정부좌찬성 김생해(金生海) - 성종의 아들 경명군 이침의 사위
        - (외아들)형조참판 증좌찬성 휴암 김상준(金尙寯)

      - (형) 삼가현감 증영의정 김대효(金大孝)
        - (양자:조카) 좌의정 증영의정 청음 김상헌(金尙憲)

      - (동생) 돈녕부도정 증영의정 사미옹 김극효(金克孝) - 좌의정 임당 정유길의 사위
        - (조카) 우의정 증영의정 선원 김상용(金尙容)
        - (조카) 장단부사 증좌찬성 금시재 김상관(金尙寬)
        - (조카) 좌의정 증영의정 청백리 청음 김상헌(金尙憲)
        - (조카) 형조참의 경주부윤 청백리 김상복(金尙宓)